# Diane Wild

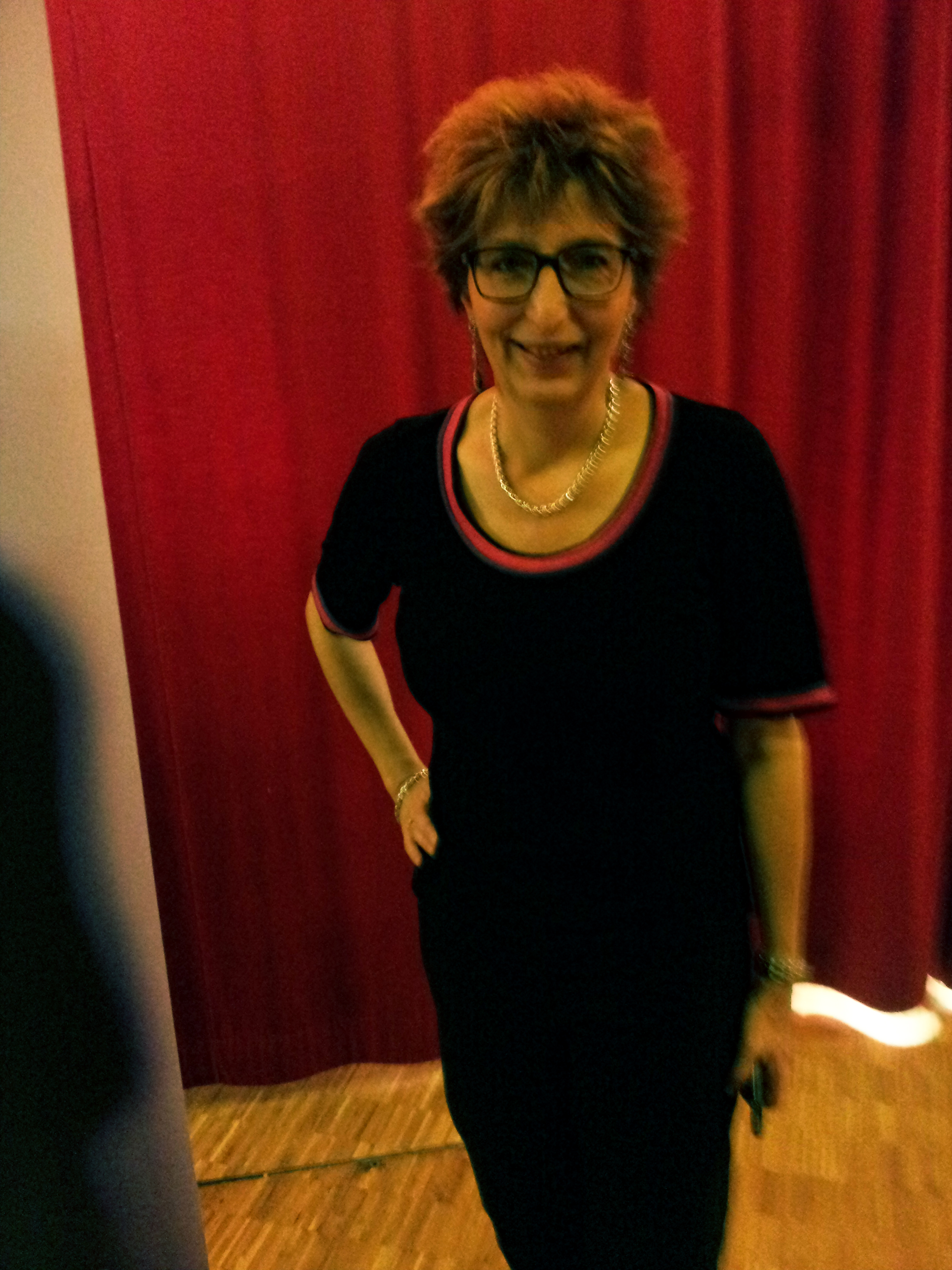
Wild bei der Lausanne Billard Masters 2015

Diane Wild (* 20. April 1961 in Lausanne) ist eine schweizerische Billardfunktionärin und Präsidentin der Confédération Européenne de Billard (CEB). Vor ihrer Karriere als Sportfunktionärin und Turnierveranstalterin war sie aktive Fechterin und begann 1987 mit dem Billardsport. Sie wurden beiden Sportarten Schweizer Meisterin.

## Karriere
Ihre Mutter war Präsidentin des Schweizerischen Fechtverbandes und ihr Vater Präsident des „Cercle des Armes de Lausanne“ (Frz.:Waffenkreis von Lausanne), der örtlichen Fechtvereinigung. So war ihr Interesse am Fechtsport (Florett) vorprogrammiert. Im Alter von sechs Jahren fing sie mit dem Fechten an und bereits mit 14 Jahren wurde sie Mitglied der Nationalmannschaft, der sie bis 1988 angehörte. Ihre Schulbildung erhielt sie unter anderem an der „Ecole Lémania“. Danach studierte sie Biologie worin sie auch ihren Abschluss machte. Zur Promovierung ging sie in die Bretagne. Dort kam sie 1987 mit dem Billardspiel in Kontakt.

„Das war während eines Praktikums in Meeresbiologie. Eines Abends sassen wir in unserem Hotel, und das einzige, war wir unternehmen konnten, war Billard spielen. Im Lauf der Billardpartien stellte ich fest, dass mir das Spiel grossen Spass machte. Gleich nach der Rückkehr in die Schweiz suchte ich mir einen Klub und begann dann mit einem disziplinierten und zielgerichteten Training.“

Einige Zeit betrieb sie beide Sportarten parallel, tauschte aber dann das Florett gegen den Queue ein. Die täglichen Trainingseinheiten neben dem Studium waren ihr zu anstrengend geworden.

„Das wettkampfmässige Fechten war für mich kein Vergnügen mehr. Ich betrachtete es mit der Zeit eher als eine Schinderei. Aus diesem Grund zog ich es vor, meine Fechtkarriere zu beenden. Ich gab also dem Billard den Vorzug und widmete mich mit vollem Engagement diesem Sport.“

Von ihren Eltern hatte sie die Lust an Wettbewerbsveranstaltungen geerbt, so war sie dann auch Organisatorin der Fecht-Weltmeisterschaft 1987 im heimischen Lausanne. Als ehemalige Delegierte für internationalen Sport des Kantons Waadt setzte sie sich setzte sie sich sechs Jahre lang dafür ein, dass diverse Sportverbände ihren Sitz im Kanton gründeten. Zu ihren grössten Erfolgen zählt sie selbst aber die Gründung einer Billardschule in ihrer Heimatstadt.
Ihre erste Europameisterschaft spielte sie 1989 im französischen Salon-de-Provence, wurde mit dem achten Platz Letzte. Bei der nächsten EM 1992 konnte sie sich um einen Platz verbessern, ebenso wie 1993. Dort lernte sie die Dänin Marianne Mortensen kennen (Bronze bei der WM 2017). 1994 folgte der erste Podestplatz mit einer Silbermedaille in St. Wendel, die zweite folgte 1998 in Wien. 2002 nahm sie letztmals an einer EM teil. Insgesamt nahm sie an sieben EM teil.
1994 fing sie hauptberuflich bei dem Chemiekonzern Merck an zu arbeiten. Das Arbeitsverhältnis bestand bis 2000. Seit 2007 ist sie erneut bei Merck-Serono unter Vertrag.
Seit 2011 ist Wild Mitglied der Stadtverwaltung von Lausanne.
Wild machte international 2011 auf sich aufmerksam, als sie für 2013 das Einladungsturnier Lausanne Billard Masters verkündete. Seit 2013 war sie als Vizepräsidentin der CEB tätig und am 20. Mai 2017 wurde sie mit 58 zu 17 Stimmen als Nachfolgerin des Niederländers Bennie Degens zur Präsidentin des größten Kontinentalverbandes gewählt. Sie ist damit die erste Frau in dieser Position. In ihrer Antrittsrede setzt sie sich für mehr Innovationen, Transparenz und Zusammenarbeit mit den nationalen Verbänden ein. Ein Augenmerk will sie auf die Förderung und den Ausbau der Damen- und Jugendwettbewerbe, sowie eine stärkere Präsenz der Randdisziplinen des Karambolagebillardsports Kunststoß und 5-Kegel. Eine wichtige Rolle soll auch die Weiterführung der Multi-Europameisterschaften in Brandenburg an der Havel 2019 und darüber hinaus sein.
Am 19. Juni 2021 wurde Wild in ihrem Amt als Präsidentin der CEB bestätigt. Es ist ihre zweite Amtszeit.

## Erfolge

### Fechten
- 1975–1988 Mitglied der Nationalmannschaft
- Schweizer Juniorenmeisterin:  1979
- Universitätsmeisterin:  1982, 1985
- Schweizer Meisterin:  1984

### Billard (Karambolage)
- Schweizer Meisterin (Freie Partie):  5×
- Freie-Partie-Europameisterschaften:  1994, 1998 •  1999